# Hiltruda (imię)
Hiltruda – imię żeńskie pochodzenia germańskiego, oznaczające "z hełmem i siłą". Były święte katolickie o tym imieniu.
Hiltruda imieniny obchodzi 27 września.